# Andreas Ericsson
Andreas Ericsson (1973) è un ex sciatore alpino svedese.

## Biografia
Ericsson, specialista delle prove tecniche, in Coppa del Mondo disputò quattro gare, tutte slalom speciali (la prima il 12 gennaio 1997 a Chamonix, l'ultima il 7 gennaio 1999 a Schladming), senza portarne a termine nessuna; in Coppa Europa ottenne il miglior piazzamento il 7 dicembre 1994 a Geilo/Hemsedal in slalom gigante (6º) e prese per l'ultima volta il via il 28 febbraio 1999 a Kiruna in slalom speciale (22º), mentre in Nor-Am Cup conquistò l'ultimo podio il 2 gennaio 1995 a Bromont in slalom speciale (3º). Si ritirò al termine della stagione 1999-2000 e la sua ultima gara fu uno slalom speciale FIS disputato il 30 aprile a Funäsdalen; non prese parte a rassegne olimpiche o iridate.

## Palmarès

### Nor-Am Cup
- 1 podio (dati dalla stagione 1994-1995):
  - 1 terzo posto